# Sakamoto Kodai
Kodai Sakamoto (sinh ngày 20 tháng 9 năm 1995) là một cầu thủ bóng đá người Nhật Bản.

## Sự nghiệp câu lạc bộ
Kodai Sakamoto đã từng chơi cho Roasso Kumamoto.